# Hepatopancreas
Het hepatopancreas of de middendarmklier is een klier die voorkomt bij veel weekdieren, bij de zwaardstaartachtigen en bij de hogere kreeftensoorten. De functie ervan lijkt in vele opzichten op zowel de lever als de alvleesklier bij de gewervelde dieren.
De middendarmklier bestaat uit een massa buisjes met daarop aansluitend, blind eindigende buisjes bekleed met onder andere kliercellen.
Bij slakken en tweekleppigen worden door de middedarmklier enzymen afgescheiden en in de maag geloosd. 
Door fagocytose vindt vervolgens bij herbivore soorten en bij sommige carnivore soorten voedselopname plaats.
Bij de Koppotigen is de middendarmklier uit (a) twee lobben opgebouwd, (b) een sponzig pancreas en (c) een grote massieve 'lever'.
Bij de Hogere Kreeften is ze echter een gepaard orgaan ontstaan uit de middendarm. Beide klieren zijn met deze darm verbonden door een buis die zich vertakt in lobjes.
Verteerd voedsel komt vanuit de maag in de middendarmklier en wordt daar door absorptiecellen opgenomen.